# Catedral de Wawel
La catedral de Wawel, amb el nom complet de basílica de la catedral de Sant Estanislau i Sant Wenceslau, és el santuari nacional de Polònia a la ciutat de Cracòvia. Té una història de 1.000 anys i era el lloc de coronació tradicional dels monarques polonesos. És la seu de l'arxidiòcesi de Cracòvia.
La catedral es troba sobre el turó de Wawel, que protegeix també el castell reial. Durant segles, Wawel va ser el centre del poder eclesiàstic i monàrquic de Polònia.
La primera catedral, de la qual els vestigis són relativament poc nombrosos, va ser construïda després de la institució del bisbat a Cracòvia el 1000. Destruïda aproximadament uns 150 anys més tard, va ser reedificada en la primera meitat del segle xii. La catedral va ser incendiada el 1305. El rei Ladislau I de Polònia va decidir reconstruir-la en estil gòtic. Va ser també el primer monarca coronat i enterrat en aquesta catedral.
Els reis i bisbes de Polònia anaren modificant aquesta catedral, les seves capelles i la seva decoració, al llarg de la història, conforme als estils i als gusts de l'època.
Avui, la catedral és un dels monuments històrics polonesos més importants. És inscrita (junt amb tot el centre històric de Cracòvia) en la llista del patrimoni de la Humanitat de la UNESCO.

## La capella de Segimon

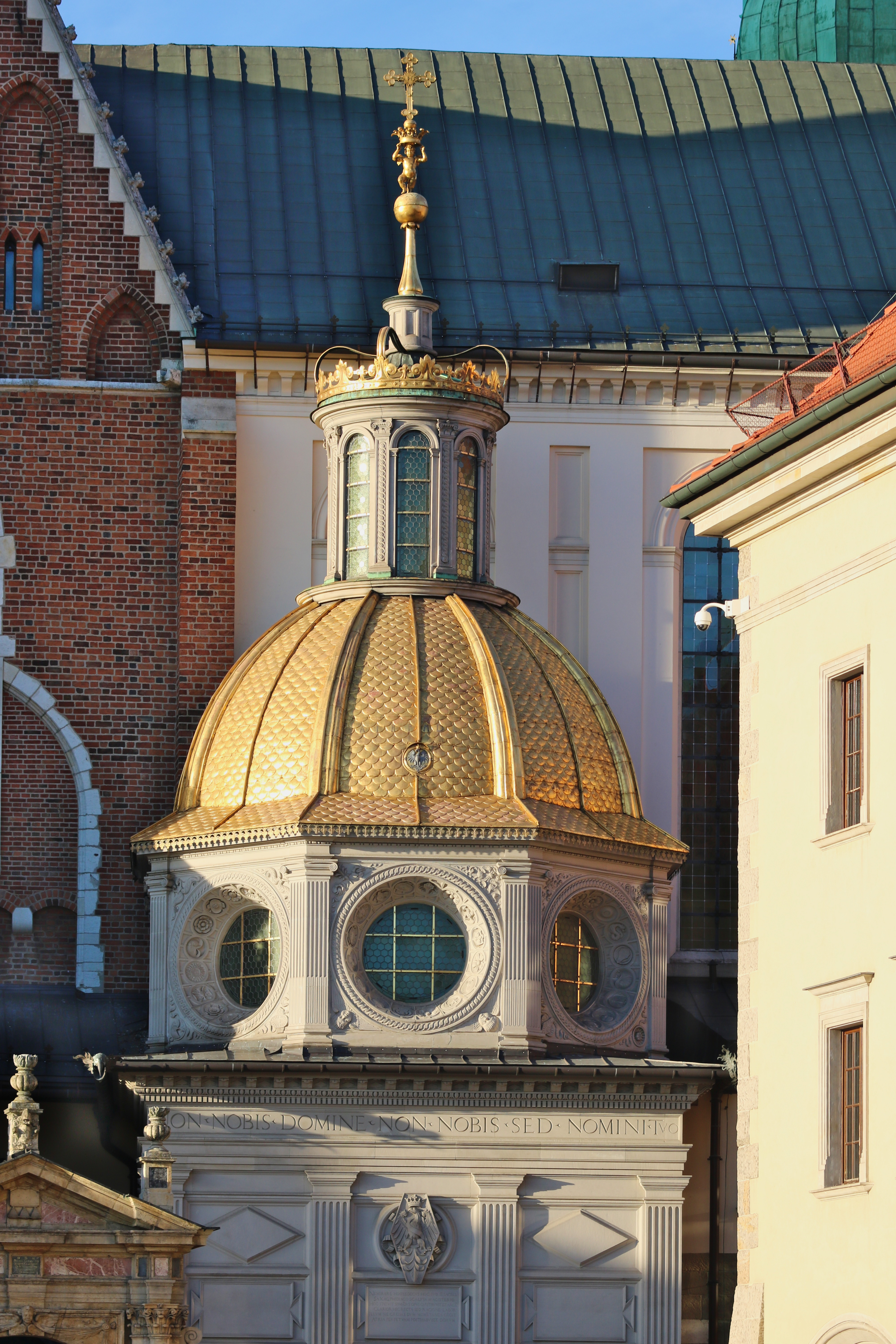
Exterior de la capella de Segimon

La capella de Segimon (Kaplica Zygmuntowska en polonès) és una de les peces més notables de l'arquitectura a Cracòvia. Construïda com una tomba capella de l'últim Jagelló, molts historiadors d'art l'han definida com l'exemple més bonic al nord dels Alps del Renaixement toscà. Finançada pel rei Segimon I el Vell, la capella era construïda entre 1519 i 1533 per Bartolomeo Berrecci. La capella, de base quadrada amb una cúpula daurada, allotja les tombes del rei fundador Segimon, així com la del rei Segimon II August i Anna Jagiellonka. El disseny d'escultures internes, estucs i pintures fou fet per alguns dels artistes més cèlebres de l'època, incloent-hi l'arquitecte mateix, Georg Pencz, Santi Gucci i Hermann Vischer.

## Tombes reials
- Ladislau I de Polònia
- Casimir III de Polònia, a la capella de la Santa Creu, acabada el 1492, és un dels darrers treballs de Veit Stoss a Polònia
- Santa Eduvigis de Polònia
- Ladislau II de Polònia
- Casimir IV de Polònia
- Joan I Olbracht
- Segimon I de Polònia
- Segimon II August
- Esteve Bathory
- Anna Jagiellonka
- Segimon III Vasa
- Ladislau IV Vasa
- Joan II Casimir Vasa
- Michał Korybut Wiśniowiecki
- Joan III Sobieski
- August II el Fort